# Gustave-Adolphe Hubbard
Pour les articles homonymes, voir Hubbard.
Gustave-Adolphe Hubbard, né le 22 mai 1858 à Madrid (Espagne) et mort le 1er mai 1927 à Paris, est un franc-maçon, et libre-penseur et homme politique français.

## Biographie
Fils de l'économiste et historien français Nicolas Gustave Hubbard, réfugié en Espagne à la suite du coup d'état du 2 décembre 1851, Gustave-Adolphe Hubbard est né le 22 mai 1858 à Madrid. Rentré en France avec sa famille en 1868, il fait des études classiques au lycée Condorcet à Paris,,,.
Il suit ensuite les cours de l'École de Droit et soutient en 1880 une thèse de licencié en droit, Du contrat de société. Société anonyme. Il s'inscrit au barreau de Paris. Mais plaider l'intéresse peu, il a surtout des ambitions politiques. Son père, proche de Gambetta ayant été nommé secrétaire général de la Questure de la chambre des députés, il devient secrétaire auprès de la commission du Budget de la Chambre. En 1881 il est chef de cabinet du sous-secrétaire d’État à la Guerre. En 1884, il est élu conseiller municipal de Paris dans le quartier de Montparnasse.
Il est ensuite député de Seine-et-Oise de 1885 à 1898, et député des Basses-Alpes de 1901 à 1906, inscrit au groupe Radical-socialiste. En 1906 il se présente pour un mandat de député à Étampes, mais il n'est pas élu et il se consacre alors à la propagande politique du parti radical.
Le dimanche 15 mai 1927 le commissaire du quartier des Invalides, alerté par le concierge, le découvre mort à son domicile 90 rue Saint-Dominique. La mort semble remonter à plus de 15 jours. Le décès est déclaré le 17 mai à la mairie du 7e arrondissement de Paris par son gendre Jules Charlot, lieutenant colonel du 8e régiment d'infanterie.

### Profil et particularités
Positionné à l'extrême gauche, Gustave-Adolphe Hubbard est un républicain convaincu, anticlérical, partisan de la séparation des Églises et de l’État. Le 26 mai 1903 il écrit une Proposition de loi tendant à organiser le régime de séparation des Églises et de l’État préparant ainsi la loi de 1905.
Il est aussi antimilitariste, dreyfusard, franc-maçon, membre du Grand Orient de France et libre-penseur. En 1908, en parlant au nom de la Libre-pensée, il déclare que la femme s'y épanouit mieux que dans l'Église où elle est dédaignée et abaissée.
Les journaux contemporains le décrivent comme un orateur éloquent beau gars et doué d’une voix à la fois formidable et prenante. On parle également de sa chevelure abondante et ébouriffée, de sa barbe en pointe qui contribuent à son charisme.
Prompt à réagir, il est aussi connu pour ses duels à l’épée qu’il soutient contre des militants nationalistes. Le 13 février 1895 il s'affronte à Marcel Canrobert (1867-1921), fils du maréchal Canrobert, sénateur, fidèle partisan de Napoléon III, mais il est blessé au flanc droit et doit s'incliner.

### Vie privée
Au début des années 1880, Gustave-Adolphe Hubbard a une relation avec Jeanne Loiseau, née en 1854 aux Batignolles-Monceau. Celle-ci, au début de sa carrière littéraire, écrivait alors son premier roman Le mariage de Gabrielle et n'était pas encore connue sous son nom de plume de Daniel-Lesueur. Le couple a une fille naturelle Marie Gabrielle Hubbard, née le 19 septembre 1882, reconnue à la naissance par son père et un an plus tard par sa mère. Celle-ci se mariera en 1900 avec Jules Charlot, un saint-cyrien, lieutenant au 67e régiment d'infanterie.
Le 14 août 1895 Gustave-Adolphe Hubbard se marie avec Camille Métra (1864-1936), artiste peintre pastelliste. Celle-ci expose divers pastels de 1891 à 1911 au Salon de la Société nationale des beaux-arts ainsi qu'au Salon annuel de l'Union des femmes peintres et sculpteurs dont elle est membre.
Ce mariage se termine par un divorce le 21 décembre 1904.

## Œuvres
Théâtre
- L’École des belles-mères, saynète, Paris, Bibliothèque des nouveautés littéraires, 1888
- L’Espion, drame en un acte et en prose, Paris, Bibliothèque des nouveautés littéraires, 1888
- L’Attentat (épisode de la vie de Hoche), drame en un acte, Versailles, Aubert, 1895
- Hoche, comédie dramatique en un acte en vers, Versailles, Cerf, 1921

Divers
- Rédaction de nombreuses propositions de loi, une dizaine entre 1887 et 1903
- Discours au Grand Orient de France, 1896 et 1901
- Les Communes de Paris, pamphlet, Paris, 1884.
- Les Finances de Babylone, examen rapide de la situation financière léguée par l’opportunisme, Paris, E. Bloch, 1885
- Le Nouveau sentimentalisme (contes de la libre-pensée), Paris, Galerie de la Pensée libre, 1909

L'intégralité des publications de Gustave-Adolphe Hubbard peut être trouvée ici.

### Sources
- « Gustave-Adolphe Hubbard », dans Adolphe Robert et Gaston Cougny, Dictionnaire des parlementaires français, Edgar Bourloton, 1889-1891 [détail de l’édition]
- « Gustave-Adolphe Hubbard », dans le Dictionnaire des parlementaires français (1889-1940), sous la direction de Jean Jolly, PUF, 1960 [détail de l’édition]